# Odontites fennica
Odontites fennica là loài thực vật có hoa thuộc họ Cỏ chổi. Loài này được (Markl.) Tzvelev mô tả khoa học đầu tiên năm 1991.